# عبد الرحمن الحمياني
عبد الرحمن فهد الحمياني، لاعب كرة قدم سعودي، يلعب في الوسط في نادي الأنوار معار من النادي الأهلي.

## مسيرة اللاعب
لعب في النادي الأهلي وأعير إلى نادي الأنوار في عام 2024.